# タマチ工業
タマチ工業株式会社（タマチこうぎょう、英語: Tamachi Industries Co., Ltd.）は、東京都品川区に本社を置く自動車部品の製造業者。主にレーシングカーの部品加工を行っている。

## 事業所
- 本社：東京都品川区南大井4丁目10番2号[2]
- 西富士工場：静岡県富士宮市西山2447[2]

## 読書案内
- 「モータースポーツと共に100年の歩みを続けるタマチ工業株式会社（前編）」（PDF）『モータースポーツアーカイブ』第9巻、自動車技術会。
- 「モータースポーツと共に100年の歩みを続けるタマチ工業株式会社（後編）」（PDF）『モータースポーツアーカイブ』第10巻、自動車技術会。